# Župska berba
Župska berba je privredno turistička manifestacija koja se održava od 1963. godine. Ova manifestacija se održava u Aleksandrovcu Župskom, nedaleko od Kruševca. Ono što ovu turističko-privrednu manifestaciju odlikuje, odnosno razlikuje od drugih, jesu jedinstvena fontana vina i vinska ulica, Muzej vinarstva i vinogradarstva, ali i tradicija održavanja duga 55. godina.
Jedinstvena fontana vina simbolizuje nepresušnost Župskog vinogorja, naročito za vreme trajanja Župske berbe, kada se iz nje danima toči vino. Fontana vina je jedinstvena u svetu.
Vinska ulica nalazi se za vreme trajanja ove manifestacije duž cele pešačke zone. U njoj su smešteni najbolji vinari i vinogradari ovog kraja, koji nude svoja vina, rakije i ostale proizvode. Vinska ulica je veoma primamljiva svim gostima ove manifestacije.
Veliku pažnju za vreme trajanja Župske berbe privlači Muzej vinarstva i vinogradarstva, koji se nalazi nedaleko od Poljoprivredne škole. Posvećen je istoriji vina i vinogradara.